# Ашуанипи
Ашуани́пи (англ. Ashuanipi Lake) — озеро в Канаде, располагается на юго-западе провинции Ньюфаундленд и Лабрадор, в центральной части полуострова Лабрадор. Одно из крупнейших озёр провинции: площадь водной поверхности составляет 517 км², общая — 596 км². Острова: Гранд-Иль, Гросс-Иль и др.
Озеро находится на высоте 529 м над уровнем моря.
На языке инну, название озера означает «место для перехода».
В водах озера водится форель, щука, сиг и лосось. Летом и осенью на берегу пасутся стада лак-джозеф-карибу.
Озеро окружено лесами из черной ели.
Благодаря радиоуглеродному методу в озере были найдены свидетельства существования человеческого жилья еще 1600 лет назад.
Наряду с рекой Муази, чьи истоки находятся неподалеку, озеро было частью маршрута по которому племена Инну достигали нижнего северного берега реки Святого Лаврентия.
Озеро стало известно колонистам Новой Франции в начале XVIII века.